# 1997 год в спорте
Список 1997 год в спорте перечисляет спортивные события, произошедшие в 1997 году.

## Россия
- Командный чемпионат России по спидвею 1997;
- Первенство России по хоккею с мячом среди команд первой лиги 1996/1997;
- Чемпионат России по конькобежному спорту в классическом многоборье 1997;
- Чемпионат России по фигурному катанию на коньках 1998;
- Чемпионат России по хоккею с мячом 1996/1997;
- Чемпионат России по хоккею с шайбой среди женщин 1997/1998;
- Чемпионат России по фигурному катанию на коньках 1998;
- Чемпионат России по шахматам 1997;

### Баскетбол
- Чемпионат России по баскетболу 1996/1997;
- Чемпионат России по баскетболу 1997/1998;

### Волейбол
- Кубок России по волейболу среди женщин 1997;
- Чемпионат России по волейболу среди женщин 1996/1997;
- Чемпионат России по волейболу среди женщин 1997/1998;
- Чемпионат России по волейболу среди женщин 1996/1997;
- Чемпионат России по волейболу среди мужчин 1997/1998;

### Футбол
- Первая лига ПФЛ 1997;
- Вторая лига ПФЛ 1997;
- Третья лига ПФЛ 1997;
- ФК «Амкар» в сезоне 1997;
- ФК «Анжи» в сезоне 1997;
- ФК «Крылья Советов» Самара в сезоне 1997;
- ФК «Спартак» Москва в сезоне 1997;
- ФК «Ротор» в сезоне 1997;
- Чемпионат России по футболу 1997;
- Созданы клубы:
  - «Истра»;
  - «Металлург-Оскол»;
  - «Москабельмет»;
  - «Москва»;
  - «Рубин-2»;
  - «Химки»;
- Расформированы клубы:
  - «Астратекс»;
  - ГАИ;
  - «Заводчанин» (Саратов);
- Расформирован женский клуб «Серп и Молот»;
- Созданы мини-футбольные клубы:
  - «Витэн»;
  - «Единство»;
  - «Приволжанин»;

### Хоккей с мячом
- Первенство России по хоккею с мячом среди команд первой лиги 1996/1997;
- Первенство России по хоккею с мячом среди команд первой лиги 1997/1998;
- Чемпионат России по хоккею с мячом 1996/1997;
- Чемпионат России по хоккею с мячом 1997/1998;

### Хоккей с шайбой
- Чемпионат России по хоккею с шайбой 1996/1997;
- Чемпионат России по хоккею с шайбой 1997/1998;
- Чемпионат России по хоккею с шайбой среди женщин 1996/1997;
- Чемпионат России по хоккею с шайбой среди женщин 1997/1998;
- Создан клуб «Энергия» (Кемерово);
- Создан женский клуб «Факел»;

## Международные события
- Deep Blue — Каспаров (1997, партия 6);
- Зимняя Универсиада 1997;
- Кубок мира по биатлону 1997/1998;
- Летняя Универсиада 1997;
- Средиземноморские игры 1997;

### Чемпионаты Европы
- Чемпионат Европы по биатлону 1997;
- Чемпионат Европы по фигурному катанию 1997;
- Чемпионат Европы по тяжёлой атлетике 1997;

### Чемпионаты мира
- Чемпионат мира по академической гребле 1997;
- Чемпионат мира по биатлону 1997;
- Чемпионат мира по борьбе 1997;
- Чемпионат мира по конькобежному спорту в классическом многоборье 1997;
- Чемпионат мира по лыжным видам спорта 1997;
- Чемпионат мира по международным шашкам среди женщин 1997;
- Чемпионат мира по международным шашкам среди мужчин 1996—1997;
- Чемпионат мира по пляжному футболу 1997;
- Чемпионат мира по сноуборду 1997;
- Чемпионат мира по тяжёлой атлетике 1997;
- Чемпионат мира по фигурному катанию 1997;
- Чемпионат мира по фристайлу 1997;
- Чемпионат мира по хоккею с мячом 1997;
- Чемпионат мира по художественной гимнастике 1997;

#### Чемпионат мира по лёгкой атлетике 1997
- Бег 1500 метров (женщины);
- Бег 1500 метров (мужчины);
- Бег на 10 000 метров (женщины);
- Бег на 10 000 метров (мужчины);
- Бег на 100 метров (женщины);
- Бег на 100 метров (мужчины);
- Бег на 100 метров с барьерами;
- Бег на 110 метров с барьерами;
- Бег на 200 метров (мужчины);
- Бег на 3000 метров с препятствиями (мужчины);
- Бег на 400 метров (женщины);
- Бег на 400 метров (мужчины);
- Бег на 5000 метров (женщины);
- Бег на 5000 метров (мужчины);
- Бег на 800 метров (мужчины);
- Прыжки в высоту (мужчины);
- Прыжки в длину (женщины);
- Прыжки в длину (мужчины);
- Прыжки с шестом (мужчины);
- Тройной прыжок (женщины);
- Тройной прыжок (мужчины);

### Баскетбол
- Евролига ФИБА 1997/1998;

### Волейбол
- Всемирный Кубок чемпионов по волейболу среди женщин 1997;
- Всемирный Кубок чемпионов по волейболу среди мужчин 1997;
- Кубок европейских чемпионов по волейболу среди женщин 1996/1997;
- Кубок европейских чемпионов по волейболу среди женщин 1997/1998;
- Мировая лига 1997 (волейбол);
- Мировой Гран-при по волейболу 1997;
- Чемпионат Азии по волейболу среди женщин 1997;
- Чемпионат Азии по волейболу среди мужчин 1997;
- Чемпионат Африки по волейболу среди женщин 1997;
- Чемпионат Африки по волейболу среди мужчин 1997;
- Чемпионат Европы по волейболу среди женщин 1997;
- Чемпионат Европы по волейболу среди женщин 1997 (квалификация);
- Чемпионат Европы по волейболу среди женщин 1999 (квалификация);
- Чемпионат Европы по волейболу среди мужчин 1997;
- Чемпионат Европы по волейболу среди мужчин 1997 (квалификация);
- Чемпионат Европы по волейболу среди мужчин 1999 (квалификация);
- Чемпионат мира по волейболу среди женщин 1998 (квалификация);
- Чемпионат мира по волейболу среди мужчин 1998 (квалификация);
- Чемпионат Северной, Центральной Америки и Карибского бассейна по волейболу среди женщин 1997;
- Чемпионат Северной, Центральной Америки и Карибского бассейна по волейболу среди мужчин 1997;
- Чемпионат Украины по волейболу среди женщин 1996/1997;
- Чемпионат Украины по волейболу среди женщин 1997/1998;
- Чемпионат Украины по волейболу среди мужчин 1996/1997;
- Чемпионат Украины по волейболу среди мужчин 1997/1998;
- Чемпионат Южной Америки по волейболу среди женщин 1997;
- Чемпионат Южной Америки по волейболу среди мужчин 1997;

### Снукер
- Benson & Hedges Championship 1997;
- British Open 1997;
- Charity Challenge 1997;
- European Open 1997;
- German Open 1997;
- International Open 1997;
- Irish Masters 1997;
- Malta Grand Prix 1997;
- Scottish Masters 1997;
- Thailand Open 1997;
- Гран-при 1997;
- Мастерс 1997;
- Открытый чемпионат Китая по снукеру 1997;
- Открытый чемпионат Уэльса по снукеру 1997;
- Официальный рейтинг снукеристов на сезон 1996/1997;
- Официальный рейтинг снукеристов на сезон 1997/1998;
- Снукерный сезон 1996/1997;
- Снукерный сезон 1997/1998;
- Чемпионат Великобритании по снукеру 1997;
- Чемпионат Европы по снукеру 1997;
- Чемпионат мира по снукеру 1997;

### Теннис
- Открытый чемпионат Санкт-Петербурга по теннису 1997;
- Кубок Кремля 1997;
  - Кубок Кремля 1997 в женском одиночном разряде;
  - Кубок Кремля 1997 в женском парном разряде;
  - Кубок Кремля 1997 в мужском одиночном разряде;
  - Кубок Кремля 1997 в мужском парном разряде;
- Кубок мира WTA среди пар 1997;

### Футбол
- Матчи сборной России по футболу 1997;
- Матчи сборной СНГ по футболу;
- Кубок Либертадорес 1997;
- Кубок обладателей кубков УЕФА 1997/1998;
- Кубок чемпионов КОНКАКАФ 1997;
- Кубок обладателей кубков УЕФА 1996/1997;
- Кубок обладателей кубков УЕФА 1997/1998;
- Финал Кубка обладателей кубков УЕФА 1997;
- ФК БАТЭ в сезоне 1997;
- Созданы клубы:
  - «Ак-Жол»;
  - «Алма-КТЖ»;
  - «Арагуаина»;
  - «Баку»;
  - «Блау-Вайсс Линц»;
  - «Бэйцзин Хундэн»;
  - «Вентспилс»;
  - «Вентспилс-2»;
  - «Германия» (Хальберштадт);
  - «Гохар»;
  - «Дижванаги»;
  - «Динамо-3»;
  - «Дордой»;
  - «Дэдэбит»;
  - «Звартноц-ААЛ»;
  - «Звезда-2» (Кировоград);
  - «Интер» (Баку);
  - «Кордова Б»;
  - «Курессааре»;
  - «Кэрьенг»;
  - «Майами Фьюжн»;
  - «Мес Рафсанжан»;
  - «Металлург» (Лиепая);
  - «Нарт» (Сухум);
  - «Наша Кампания»;
  - «Нефтяник» (Долина);
  - «Резекне»;
  - «Саган Тосу»;
  - «Тала Аль Гаиш»;
  - «Тэджон Ситизен»;
  - УРА;
  - «Хинкли Юнайтед»;
  - «Чикаго Файр»;
  - «Шериф»;
  - «Шериф-2»;
- Расформированы клубы:
  - «Арабкир»;
  - «Вайрогс»;
  - «Ван»;
  - «Гауя»;
  - «Зангезур»;
  - «Линц»;
  - МХМ-93;
  - «Норма»;
  - «Ситора»;
  - «Спуманте»;
  - ЦСКА (Ереван);

#### Женский футбол
- Матчи женской сборной России по футболу 1997;
- Матчи молодёжной женской сборной России по футболу 1997;

### Хоккей с шайбой
- ВЕХЛ в сезоне 1996/1997;
- ВЕХЛ в сезоне 1997/1998;
- Драка в матче Детройт Ред Уингз — Колорадо Эвеланш;
- Исландская хоккейная лига 1996/1997;
- Исландская хоккейная лига 1997/1998;
- Квалификация группы D чемпионата мира по хоккею с шайбой 1997;
- Кубок Балтики 1997;
- Матч всех звёзд НХЛ 1997;
- НХЛ в сезоне 1996/1997;
- НХЛ в сезоне 1997/1998;
- Чемпионат мира по хоккею с шайбой 1997;
- Чемпионат мира по хоккею с шайбой 1997 (женщины);
- Созданы клубы:
  - «Векшё Лейкерс»;
  - «Металлург» (Лиепая);
  - «Хартфорд Вулф Пэк»;
  - «Холон»;
- Расформирован клуб «Хартфорд Уэйлерс»;

## Моторные виды спорта
- Формула-1 в сезоне 1997;